# آوغست فلهيلم آيشلر
آوغست فلهيلم آيشلر (بالألمانية: August Wilhelm Eichler)‏ (و. 1839 – 1887 م) هو عالم نبات، وأستاذ جامعي من ألمانيا . ولد في نويكيرشن .
وكان عضو في الأكاديمية الألمانية للعلوم ليوبولدينا، والأكاديمية الأمريكية للفنون والعلوم، والأكاديمية البروسية للعلوم .
توفي في برلين ، عن عمر يناهز 48 عاماً.

## مناصب وهيئات
أدار جامعة هومبولت في برلين.

## روابط خارجية
- آوغست فلهيلم آيشلر على موقع الموسوعة البريطانية (الإنجليزية)